# Innan filmen tagit slut
Innan filmen tagit slut är ett album från 2011 av Magnus Uggla. Det gavs ut den 2 november 2011 på skivbolaget EMI och är producerat av Peter Kvint. Albumet är Magnus Ugglas senaste studioalbum med originallåtar.

## Låtförteckning
Alla texter är skrivna av Magnus Uggla och musik av Anders Henriksson och Magnus Uggla, utom där annat anges.
1. "Är det så här det ska vara nu" (Magnus Uggla)
2. "Innan filmen tagit slut"
3. "Gör mig till din man"
4. "Leva livet"
5. "Tänker på dig"
6. "Precis en sån är jag" (Magnus Uggla)
7. "Prata prata"
8. "Bara jag får komma hemifrån"
9. "Jag vill ha dig baby"
10. "15 supar"

På låtarna "Tänker på dig" och "Jag vill ha dig baby" sjunger förutom Uggla även Edith Backlund.

## Listplaceringar
| Lista (2011-2012) | Topplacering |
| ----------------- | ------------ |
| Sverige           | 1            |

### Fotnoter
1. ↑  ”Hitparad”. http://hitparad.se/showitem.asp?interpret=Magnus+Uggla&titel=Innan+filmen+tagit+slut%2E%2E%2E&cat=a. Läst 20 november 2011.